# カーティス音楽学校の人物一覧
カーティス音楽学校の人物一覧は、カーティス音楽学校に関係する人物の一覧記事。

## 著名な教職員

### 器楽奏者
- レオポルト・アウアー
- 江藤俊哉
- イヴァン・ガラミアン
- フェリックス・ガリミール
- ゲイリー・グラフマン
- シモン・ゴールドベルク
- デヴィッド・サパートン
- カルロス・サルセード
- ジョゼフ・シルヴァースタイン
- エフレム・ジンバリスト
- ロザリオ・スカレロ
- ルドルフ・ゼルキン
- ジョン・デ・ランシー
- ヴィルヘルム・バックハウス
- グレゴール・ピアティゴルスキー
- エマーヌエル・フォイアーマン
- パメラ・フランク
- マイロン・ブルーム
- フレッシュ・カーロイ
- マレイ・ペライア
- ヨゼフ・ホフマン
- ミェチスワフ・ホルショフスキ
- ホルヘ・ボレット
- マルセル・タビュトー
- アーロン・ローザンド
- レナード・ローズ

### 作曲家
- ヴィットリオ・ジャンニーニ
- ランドル・トンプソン
- ジェニファー・ヒグドン
- デイヴィッド・ローブ

### その他
- セルジュ・チェリビダッケ
- エミル・ムイナルスキ
- フリッツ・ライナー
- マックス・ルドルフ

## 卒業生

### 器楽演奏家
- シュムエル・アシュケナジ
- ユージン・イストミン
- 江藤俊哉
- イヴァン・ガラミアン
- リチャード・グード

アントン・クエルティ
- ヴィタリ・クープリ
- ゲイリー・グラフマン
- 佐藤俊介
- ナージャ・サレルノ＝ソネンバーグ
- オスカー・シュムスキー
- リーラ・ジョセフォウィッツ
- ジョゼフ・シルヴァースタイン
- 杉浦美知
- ルース・スレンチェンスカ
- ピーター・ゼルキン
- シューラ・チェルカスキー
- チャン・ハオチェン
- ヒラリー・ハーン
- リン・ハレル
- パメラ・フランク
- 古澤巌
- ハイマン・ブレス
- ウルフ・ヘルシャー
- ホルヘ・ボレット
- ジョン・マック
- フランク・ミラー
- ハイメ・ラレード
- ルース・ラレード
- ラン・ラン
- セルジウ・ルカ
- リー・ルヴィジ
- ロナルド・レオナルド
- アーロン・ローザンド
- レナード・ローズ
- 渡辺實和子
- ユジャ・ワン

### 声楽家
- ソ・ジョンハク
- アンナ・モッフォ

### 作曲家
- 安益泰
- サミュエル・バーバー
- ホセ・セレブリエール
- アレックス・ノース
- レナード・バーンスタイン
- ジェニファー・ヒグドン
- ルーカス・フォス
- マーク・ブリッツスタイン
- ジャン＝カルロ・メノッティ
- ニーノ・ロータ
- ヒューゴー・ワイズガル

### その他
- アラン・ギルバート
- トーマス・シッパーズ
- マイケル・スターン
- ミゲル・ハース＝ベドーヤ
- ワルター・ヘンドル
- ドミトリ・ヤブロンスキー
- パーヴォ・ヤルヴィ
- 金山　隆夫